# 廊桥 (斯特拉斯堡)
廊桥（法語：Ponts Couverts，法語發音：[pɔ̃ kuvɛʁ]）是一组由三座桥和四座塔组成的防御工程，建于13世纪，位于法国斯特拉斯堡的伊尔河上。三座桥横跨伊尔河的四条河道，流经斯特拉斯堡历史悠久的小法兰西区（Petite France）。廊桥于1928年公布为法国历史遗迹。
廊桥于1230年开始修建，1250年启用。1690年，其防御功能被上游的沃邦拦河坝所取代，但仍用作桥梁。在建成时，每座桥都由木屋顶覆盖，以保护在战时驻扎在桥上的防御者。1784年，这些屋顶被拆除，但是“廊桥”这个名称一直沿用至今。

从沃邦拦河坝看廊桥全景

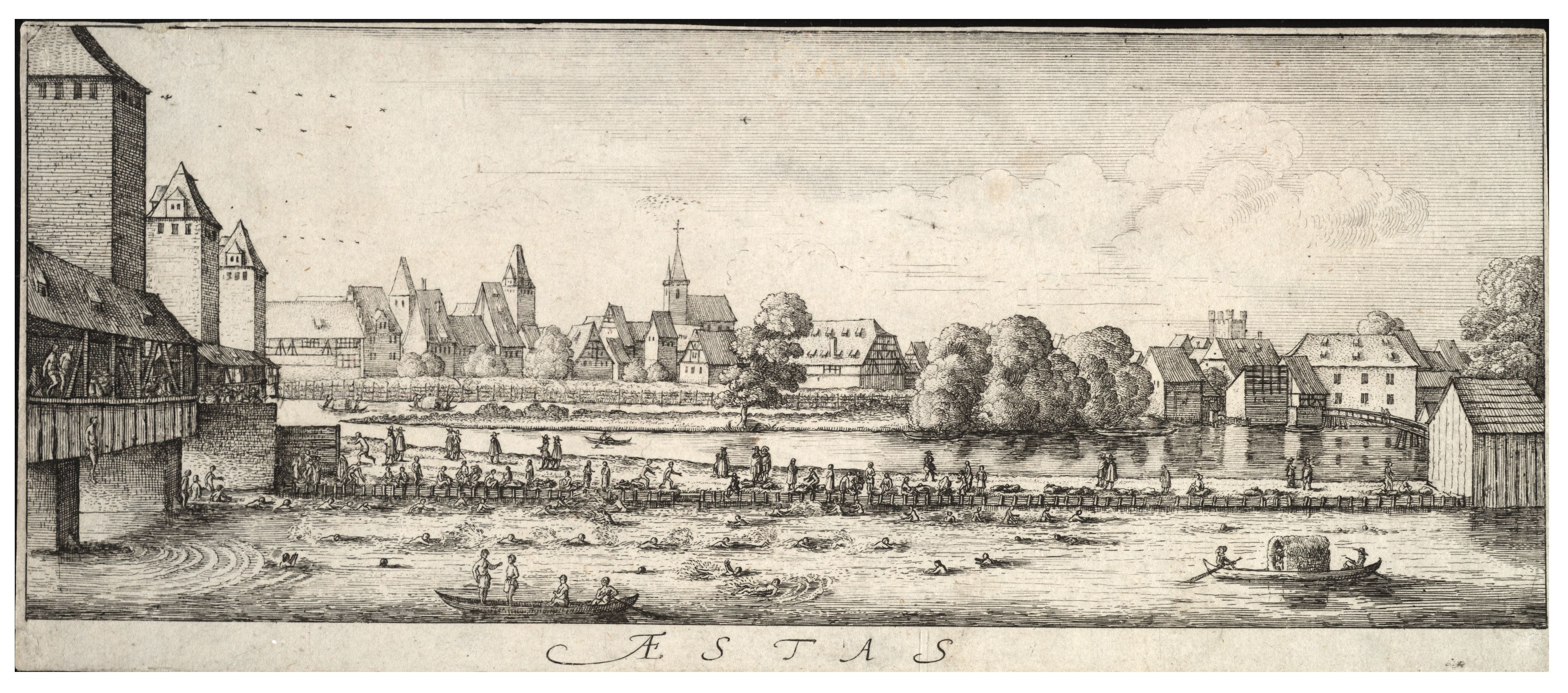
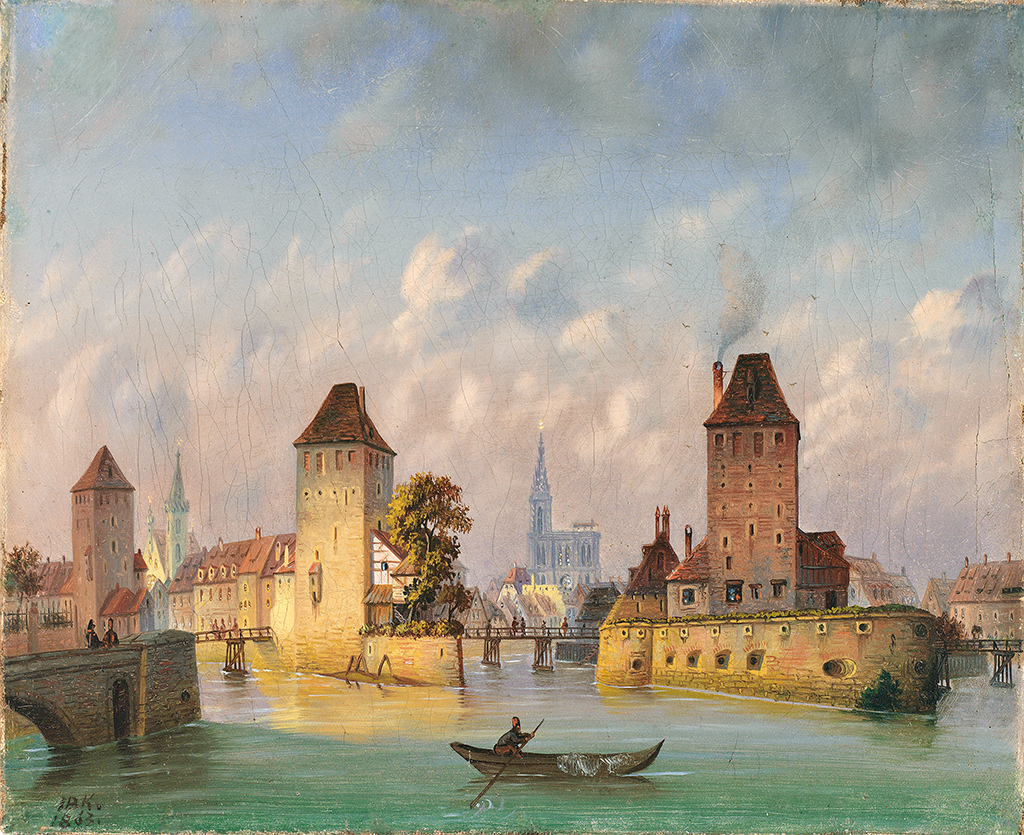
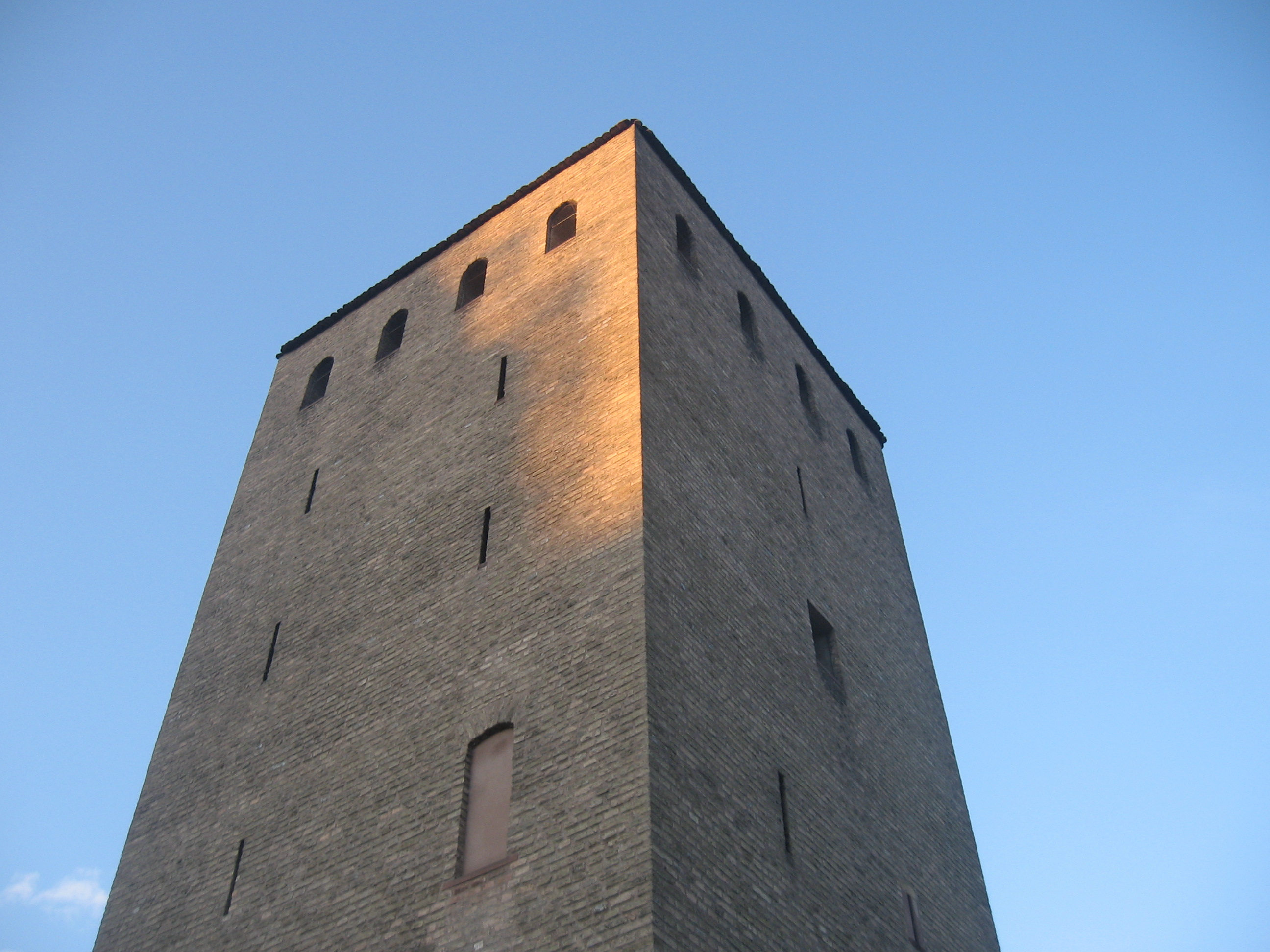
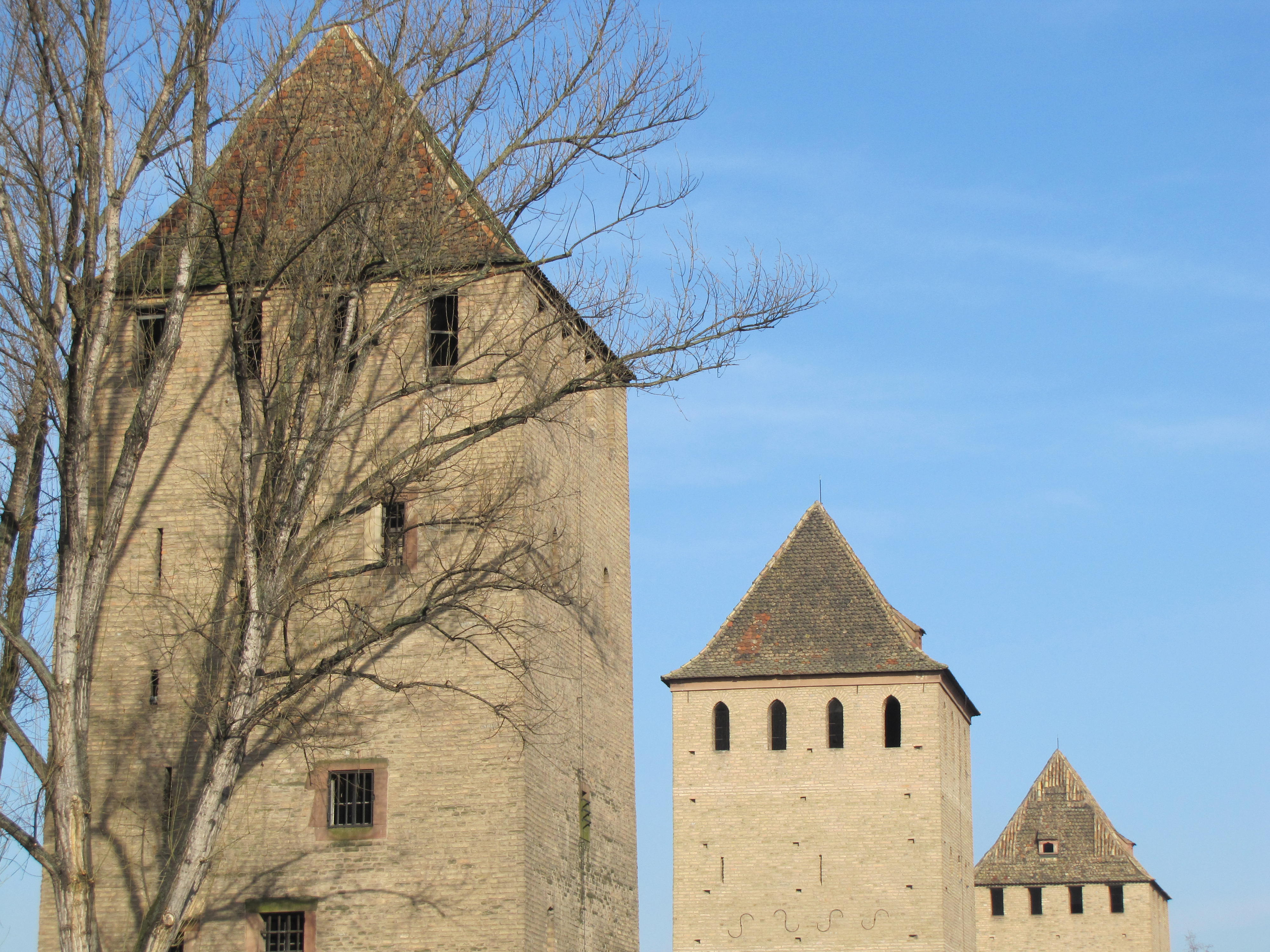